# Bimbach (Großenlüder)
Bimbach ist ein Ortsteil der Gemeinde Großenlüder im osthessischen Landkreis Fulda. Er besteht aus den Gemarkungen der ehemaligen Gemeinden Oberbimbach und Unterbimbach. Bimbach grenzt an den westlichen Stadtrand von Fulda.

## Geographische Lage
Bimbach liegt südöstlich des Kernortes Großenlüder und ist, wenige Kilometer von der Stadtmitte Fuldas entfernt, der dieser Barockstadt nächstgelegene Ortsteil. Die Ortslage erstreckt sich südlich der Lüder in der „Lüderaue“. Unterbimbach liegt östlich der Einmündung des Erbachs in die Lüder, Oberbimbach westlich davon zwischen dem Erbach und dem Bimbach.
Aktuelle und historische Siedlungsplätze
Quelle: Historisches Ortslexikon
- Bahnwärterhaus Nr. 82[4]
- Forsthaus[5]
- Wüstung Linden[6]
- Mengelsmühle[7]
- Mühlbergerhof[8]
- Wüstung Neuendorf[9]

## Geschichte

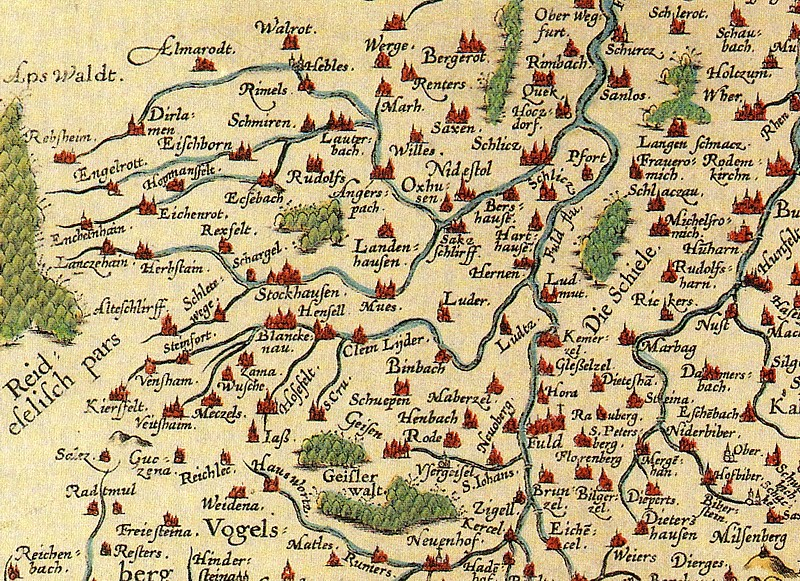
Lage von Bimbach (Binbach) auf einer Kartes des Hochstifts Fulda von 1574

### Ortsgeschichte
Die älteste erhalten gebliebene urkundliche Erwähnung von Oberbimbach weist in das Jahr 927. Das Bestehen von Unterbimbach ist seit 1329 urkundlich dokumentiert.

Aus einem freiwilligen Zusammenschluss der Gemeinden Oberbimbach und Unterbimbach entstand am 1. August 1968 die Gemeinde Bimbach. Vier Jahre später wurde die neugeschaffene Gemeinde im Zuge der Gebietsreform in Hessen am 1. August 1972 kraft Landesgesetzes in die Gemeinde Großenlüder eingegliedert.
Für Bimbach, wie für alle im Zuge der Gebietsreform nach Großenlüder eingegliederten Gemeinden, wurde ein Ortsbezirk gebildet.

### Verwaltungsgeschichte im Überblick
Die folgende Liste zeigt die Staaten und Verwaltungseinheiten, denen Bimbach (bzw. die Ortsteile Ober- und Unter-Bimbach) angehörte:
- vor 1803: Heiliges Römisches Reich, Hochstift Fulda, Gericht/Oberamt Lüder
- 1803–1806: Heiliges Römisches Reich, Fürstentum Nassau-Oranien-Fulda, Amt Großenlüder[Anm. 2] Fürstentum Fulda, Amt Blankenau
- 1806–1810: Kaiserreich Frankreich,[Anm. 3] Fürstentum Fulda (Militärverwaltung)
- 1810–1813: Großherzogtum Frankfurt, Departement Fulda, Distrikt Großenlüder
- ab 1816: Kurfürstentum Hessen, Großherzogtum Fulda, Amt Großenlüder[15]
- ab 1821: Kurfürstentum Hessen, Provinz Fulda, Kreis Fulda[Anm. 4]
- ab 1848: Kurfürstentum Hessen, Bezirk Fulda
- ab 1851: Kurfürstentum Hessen, Provinz Fulda, Kreis Fulda
- ab 1867: Norddeutscher Bund, Königreich Preußen,[Anm. 5] Provinz Hessen-Nassau, Regierungsbezirk Kassel, Kreis Fulda
- ab 1871: Deutsches Reich, Königreich Preußen, Provinz Hessen-Nassau, Regierungsbezirk Kassel, Kreis Fulda
- ab 1918: Deutsches Reich, Freistaat Preußen, Provinz Hessen-Nassau, Regierungsbezirk Kassel, Kreis Fulda
- ab 1944: Deutsches Reich, Freistaat Preußen, Provinz Kurhessen, Landkreis Fulda
- ab 1945: Deutsches Reich, Amerikanische Besatzungszone,[Anm. 6] Groß-Hessen, Regierungsbezirk Kassel, Landkreis Fulda
- ab 1946: Deutsches Reich, Amerikanische Besatzungszone, Hessen, Regierungsbezirk Kassel, Landkreis Fulda
- ab 1949: Bundesrepublik Deutschland, Hessen, Regierungsbezirk Kassel, Landkreis Fulda
- ab 1972: Bundesrepublik Deutschland, Hessen, Regierungsbezirk Kassel, Landkreis Fulda, Gemeinde Großenlüder

### Sondermunitionslager
Das Sondermunitionslager Bimbach-Großenlüder, geführt auch unter der Bezeichnung US Site No 26, lag ca. 6 km nordwestlich der Stadt Fulda in Hessen. Das Depot bestand aus zwei nuklearwaffenfähigen Bunkern, in denen möglicherweise bis in die 1970er Jahre Atomwaffen eingelagert waren. Unmittelbar südlich des Atomwaffenlagers befand sich ein QRS-Bereich (quick reference system), der vermutlich in den 1980er Jahren gebaut wurde.

## Bevölkerung

### Einwohnerstruktur Bimbach 2011
Nach den Erhebungen des Zensus 2011 lebten am Stichtag, dem 9. Mai 2011, in Bimbach 2103 Einwohner. Darunter waren 39 (1,8 %) Ausländer.
Nach dem Lebensalter waren 376 Einwohner unter 18 Jahren, 873 zwischen 18 und 49, 465 zwischen 50 und 64 und 387 Einwohner waren älter.
Die Einwohner lebten in 903 Haushalten. Davon waren 270 Singlehaushalte, 255 Paare ohne Kinder und 324 Paare mit Kindern, sowie 54 Alleinerziehende und 3 Wohngemeinschaften. In 195 Haushalten lebten ausschließlich Senioren und in 625 Haushaltungen lebten keine Senioren.

### Einwohnerentwicklung Oberbimbach
Quelle: Historisches Ortslexikon
- 1668: 9 Herdstätten mit 52 Personen
- 1812: 74 Feuerstellen, 472 Seelen (mit Elbrichshof)
- 1885: 14 evangelische (= 2,46 %), 554 katholische (= 97,54 %) Einwohner
- 1961: 67 evangelische (= 6,27 %), 998 katholische (= 93,36 %) Einwohner

| Oberbimbach: Einwohnerzahlen von 1812 bis 1970 | Oberbimbach: Einwohnerzahlen von 1812 bis 1970 | Oberbimbach: Einwohnerzahlen von 1812 bis 1970 | Oberbimbach: Einwohnerzahlen von 1812 bis 1970 | Oberbimbach: Einwohnerzahlen von 1812 bis 1970 |
| --- | ---------------------------------------------- | ---------------------------------------------- | ---------------------------------------------- | ---------------------------------------------- |
| Jahr |                                                |                                                |                                                | Einwohner                                      |
| 1812 | 1812                                           |                                                | 472                                            | 472                                            |
| 1834 | 1834                                           |                                                | 639                                            | 639                                            |
| 1840 | 1840                                           |                                                | 678                                            | 678                                            |
| 1846 | 1846                                           |                                                | 656                                            | 656                                            |
| 1852 | 1852                                           |                                                | 651                                            | 651                                            |
| 1858 | 1858                                           |                                                | 597                                            | 597                                            |
| 1864 | 1864                                           |                                                | 665                                            | 665                                            |
| 1871 | 1871                                           |                                                | 630                                            | 630                                            |
| 1875 | 1875                                           |                                                | 594                                            | 594                                            |
| 1885 | 1885                                           |                                                | 568                                            | 568                                            |
| 1895 | 1895                                           |                                                | 588                                            | 588                                            |
| 1905 | 1905                                           |                                                | 591                                            | 591                                            |
| 1910 | 1910                                           |                                                | 596                                            | 596                                            |
| 1925 | 1925                                           |                                                | 635                                            | 635                                            |
| 1939 | 1939                                           |                                                | 680                                            | 680                                            |
| 1946 | 1946                                           |                                                | 935                                            | 935                                            |
| 1950 | 1950                                           |                                                | 957                                            | 957                                            |
| 1956 | 1956                                           |                                                | 928                                            | 928                                            |
| 1961 | 1961                                           |                                                | 1.069                                          | 1.069                                          |
| 1967 | 1967                                           |                                                | 1.095                                          | 1.095                                          |
| 1970 | 1970                                           |                                                | 1.085                                          | 1.085                                          |
| Datenquelle: Historisches Gemeindeverzeichnis für Hessen: Die Bevölkerung der Gemeinden 1834 bis 1967. Wiesbaden: Hessisches Statistisches Landesamt, 1968. Weitere Quellen: |                                                |                                                |                                                |                                                |

### Einwohnerentwicklung Unterbimbach
Quelle: Historisches Ortslexikon
- 1812: 52 Feuerstellen, 342 Seelen
- 1885: kein evangelischer, 393 katholische (= 100,00 %) Einwohner
- 1961: 15 evangelische (= 2,53 %), 579 katholische (= 97,47 %) Einwohner

| Unterbimbach: Einwohnerzahlen von 1812 bis 1970 | Unterbimbach: Einwohnerzahlen von 1812 bis 1970 | Unterbimbach: Einwohnerzahlen von 1812 bis 1970 | Unterbimbach: Einwohnerzahlen von 1812 bis 1970 | Unterbimbach: Einwohnerzahlen von 1812 bis 1970 |
| --- | ----------------------------------------------- | ----------------------------------------------- | ----------------------------------------------- | ----------------------------------------------- |
| Jahr |                                                 |                                                 |                                                 | Einwohner                                       |
| 1812 | 1812                                            |                                                 | 342                                             | 342                                             |
| 1834 | 1834                                            |                                                 | 417                                             | 417                                             |
| 1840 | 1840                                            |                                                 | 454                                             | 454                                             |
| 1846 | 1846                                            |                                                 | 453                                             | 453                                             |
| 1852 | 1852                                            |                                                 | 457                                             | 457                                             |
| 1858 | 1858                                            |                                                 | 420                                             | 420                                             |
| 1864 | 1864                                            |                                                 | 429                                             | 429                                             |
| 1871 | 1871                                            |                                                 | 401                                             | 401                                             |
| 1875 | 1875                                            |                                                 | 369                                             | 369                                             |
| 1885 | 1885                                            |                                                 | 393                                             | 393                                             |
| 1895 | 1895                                            |                                                 | 380                                             | 380                                             |
| 1905 | 1905                                            |                                                 | 371                                             | 371                                             |
| 1910 | 1910                                            |                                                 | 368                                             | 368                                             |
| 1925 | 1925                                            |                                                 | 411                                             | 411                                             |
| 1939 | 1939                                            |                                                 | 464                                             | 464                                             |
| 1946 | 1946                                            |                                                 | 541                                             | 541                                             |
| 1950 | 1950                                            |                                                 | 586                                             | 586                                             |
| 1956 | 1956                                            |                                                 | 568                                             | 568                                             |
| 1961 | 1961                                            |                                                 | 594                                             | 594                                             |
| 1967 | 1967                                            |                                                 | 580                                             | 580                                             |
| 1970 | 1970                                            |                                                 | 592                                             | 592                                             |
| Datenquelle: Historisches Gemeindeverzeichnis für Hessen: Die Bevölkerung der Gemeinden 1834 bis 1967. Wiesbaden: Hessisches Statistisches Landesamt, 1968. Weitere Quellen: |                                                 |                                                 |                                                 |                                                 |

### Einwohnerentwicklung Bimbach
| Bimbach: Einwohnerzahlen von 1970 bis 2024 | Bimbach: Einwohnerzahlen von 1970 bis 2024 | Bimbach: Einwohnerzahlen von 1970 bis 2024 | Bimbach: Einwohnerzahlen von 1970 bis 2024 | Bimbach: Einwohnerzahlen von 1970 bis 2024 |
| ------------------------------------------ | ------------------------------------------ | ------------------------------------------ | ------------------------------------------ | ------------------------------------------ |
| Jahr                                       |                                            |                                            |                                            | Einwohner                                  |
| 1970                                       | 1970                                       |                                            | 1.695                                      | 1.695                                      |
| 1982                                       | 1982                                       |                                            | 1.772                                      | 1.772                                      |
| 1990                                       | 1990                                       |                                            | 1.948                                      | 1.948                                      |
| 1995                                       | 1995                                       |                                            | 2.106                                      | 2.106                                      |
| 2000                                       | 2000                                       |                                            | 2.185                                      | 2.185                                      |
| 2005                                       | 2005                                       |                                            | 2.191                                      | 2.191                                      |
| 2010                                       | 2010                                       |                                            | 2.126                                      | 2.126                                      |
| 2011                                       | 2011                                       |                                            | 2.103                                      | 2.103                                      |
| 2015                                       | 2015                                       |                                            | 2.160                                      | 2.160                                      |
| 2020                                       | 2020                                       |                                            | 2.196                                      | 2.196                                      |
| 2024                                       | 2024                                       |                                            | 2.305                                      | 2.305                                      |
| Quellen: Gemeinde Bimbach; Zensus 2011     |                                            |                                            |                                            |                                            |

## Religion
In Bimbach gibt es die katholische Pfarrkirche St. Laurentius mit den Filialkirchen St. Vitus in Großenlüder-Lütterz und St. Jakobus in Fulda-Malkes. Es findet wöchentlich in der Kirche ein Schülergottesdienst statt.

## Politik

### Ortsbeirat
Für Bimbach  besteht ein Ortsbezirk (Gebiet der ehemaligen Gemeinde Bimbach) mit Ortsbeirat und Ortsvorsteher nach der Hessischen Gemeindeordnung.
Der Ortsbeirat besteht aus neun Mitgliedern. Bei den Kommunalwahlen in Hessen 2021 betrug die Wahlbeteiligung zum Ortsbeirat 54,42 %. Dabei wurden gewählt: zwei Mitglieder der SPD, vier Mitglieder der CDU und drei Mitglieder der „Unabhängigen Bürgerliste“ (U-B-L). Der Ortsbeirat wählte Karl Süss (U-B-L) zum Ortsvorsteher.
Nachfolgend sind die Ergebnisse der letzten Kommunalwahlen aufgeführt:
|                   | 2021    | 2016    | 2011    | 2006    |
| Wahl- beteiligung | 54,52 % | 56,25 % | 49,27 % | 45,23 % |
| ----------------- | ------- | ------- | ------- | ------- |
| CDU               | 45,18 % | 34,24 % | 49,49 % | 48,34 % |
| U-B-L             | 37,12 % | 53,48 % | 33,56 % | 26,10 % |
| SPD               | 17,70 % | 12,28 % | 16,95 % | 25,56 % |

### Wappen
Am 20. Januar 1971 wurde der Gemeinde Bimbach ein Wappen mit folgender Blasonierung verliehen:  Der von Silber und Blau gespaltene Schild zeigt vorne das schwarze Fuldaer Kreuz und hinten in blau einen goldenen Schrägbalken, belegt mit drei roten Sparren.

## Kultur und Sehenswürdigkeiten

### Kirchen
- Die katholische Pfarrkirche Sankt Laurentius
- Die Schnepfenkapelle
- Die Marienkapelle Unterbimbach

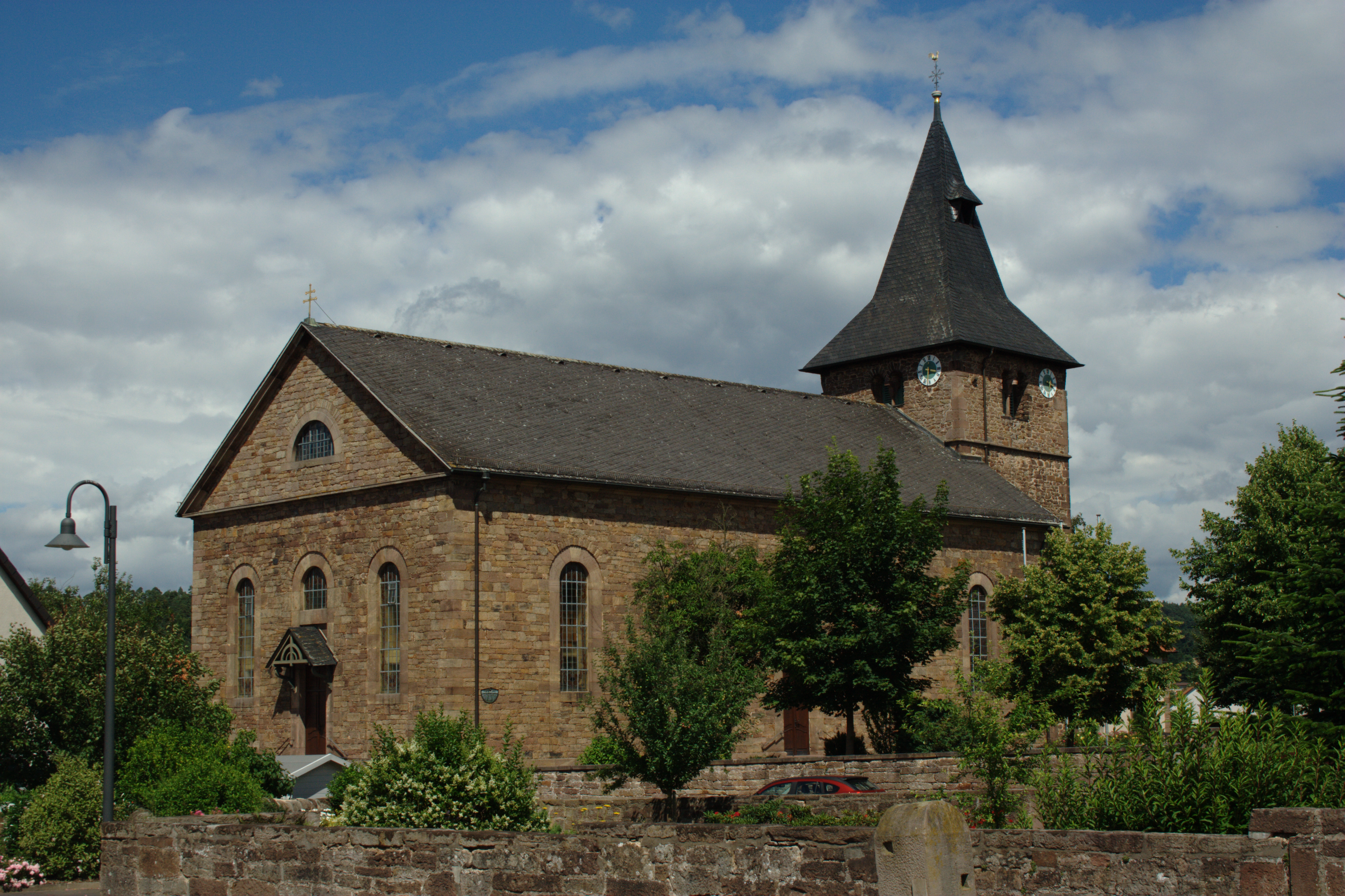
Die katholische St.-Laurentius-Kirche
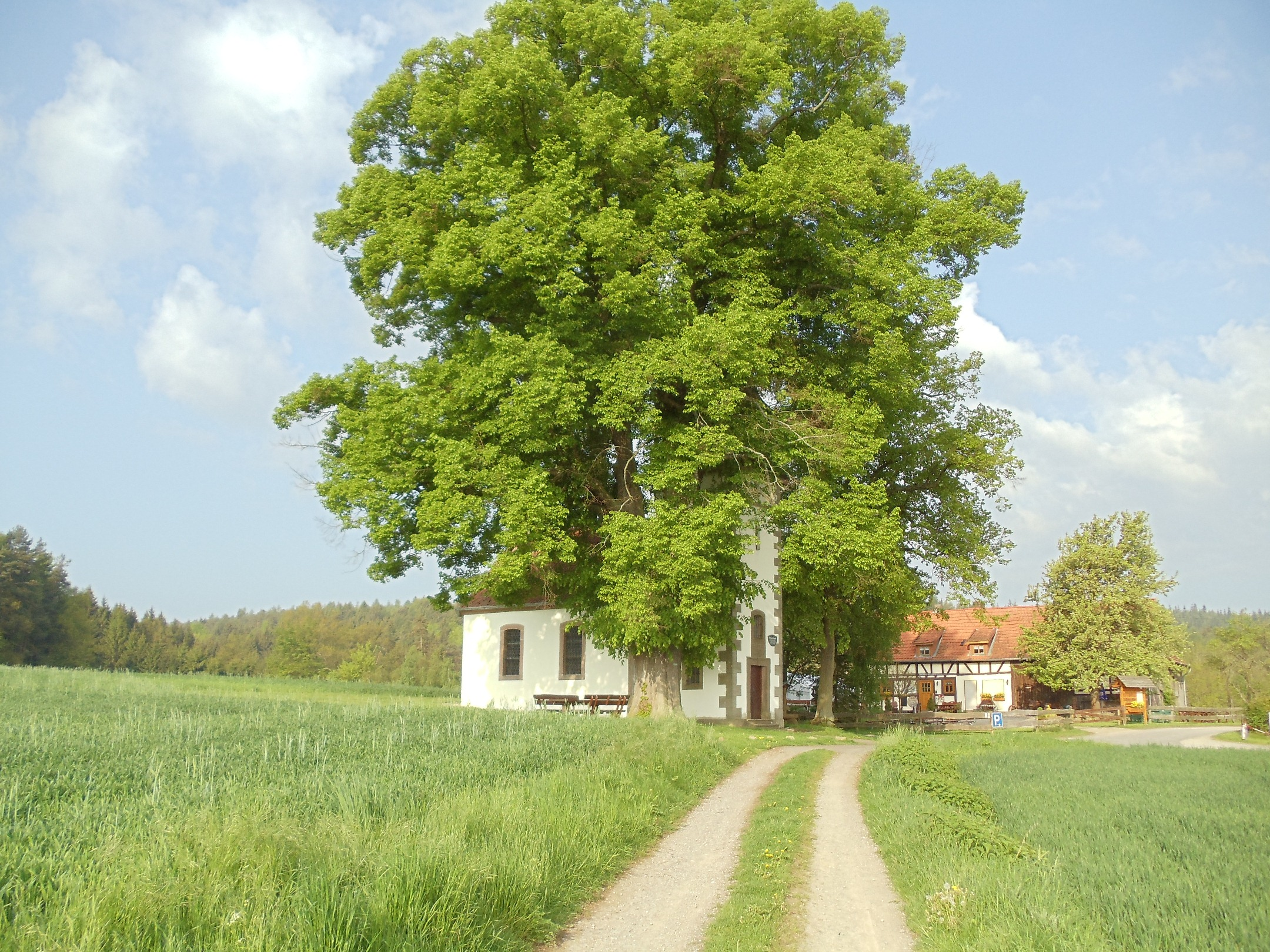
Die Schnepfenkapelle bei Bimbach
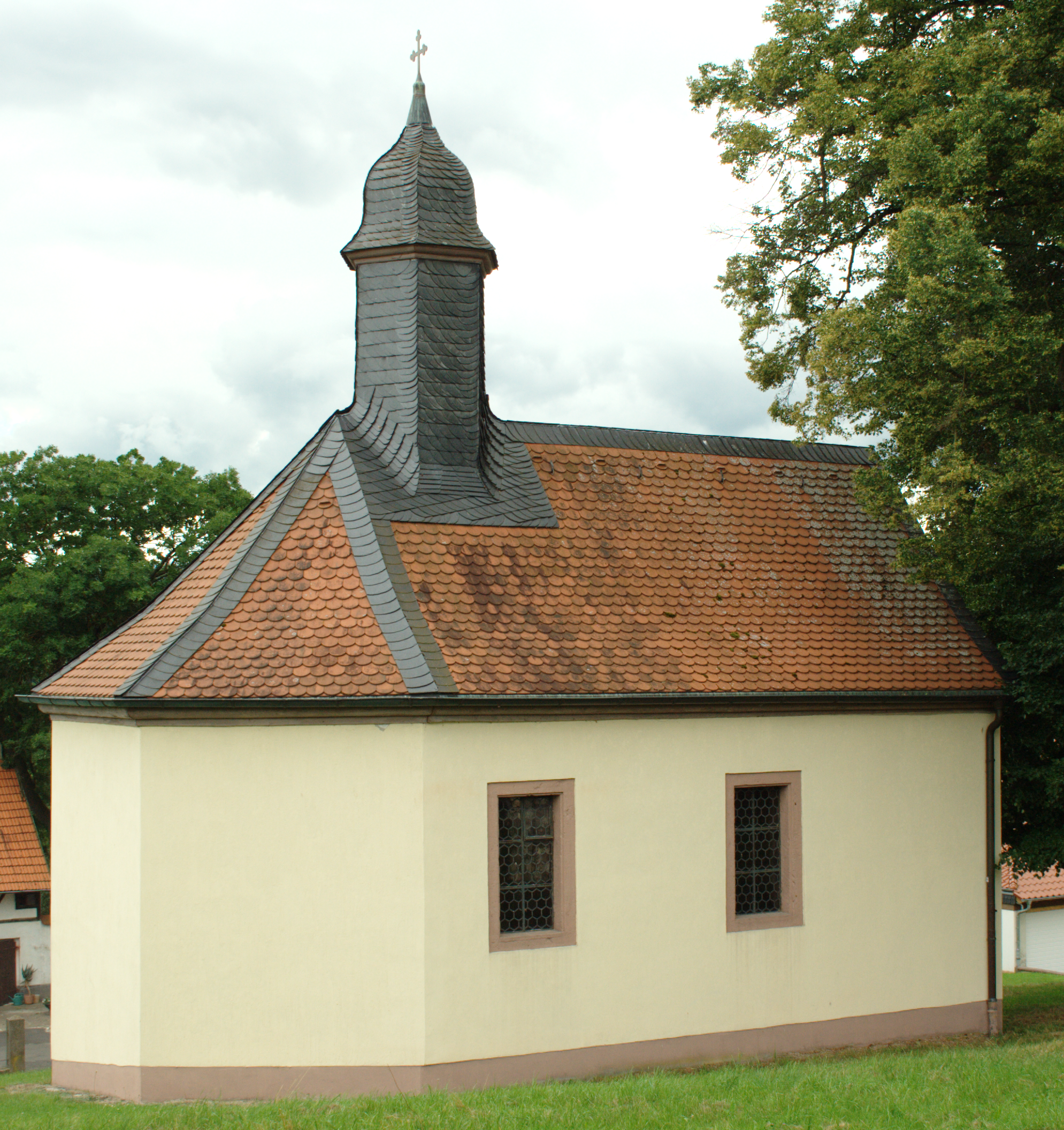
Marienkapelle Unterbimbach

### Vereine
- In Bimbach gibt es ein ausgeprägtes Vereinsleben, u. a. die Freiwillige Feuerwehr, die Jugendfeuerwehr, der Musikverein, die katholische Arbeitnehmerbewegung, der Schützenverein, der Angelverein, der Männergesangverein und der Frauenchor.
- Der Rad-Sport-Club Bimbach (RSC ’77 Bimbach e. V.) ist seit vielen Jahren Ausrichter des Rhön-Radmarathons.

### Freizeit
Es gibt zahlreiche Wald- und Wanderwege und die „Herrgottseiche“ an der Bonifatius-Route von Mainz nach Fulda. Die Lüder, die beim Fuldaer Stadtteil Lüdermünd in die Fulda mündet, fließt an Bimbach vorbei.

## Wirtschaft und Infrastruktur

### Bildung und Sportanlagen
Bimbach verfügt über die Grundschule Bimbach, die zudem eine Sporthalle besitzt. Außerdem gibt es die Sportanlage Am Hädenberg mit mehreren Spielfeldern. Es gibt eine katholische Kindertagesstätte und eine weitere gemeindliche, die sich (Stand 2020) noch im Bau befindet. Bimbach verfügt zudem über eine Gemeindebücherei im Vereinshaus Am Kirchborn.

### Gewerbe und Handel
An der Abfahrt Großenlüder Ost/Gewerbegebiet Bimbach der B 254 liegt das Gewerbegebiet An der Aspe.
Darüber hinaus gibt es im Ortskern von Bimbach eine Bäckerei, eine Bankfiliale sowie weitere Angebote des täglichen Bedarfs. Am westlichen Ortsrand von Bimbach haben sich in einem Gewerbegebiet mehrere Unternehmen angesiedelt. Darüber hinaus liegt der Fuldaer Industriepark West in unmittelbarer Nähe zu Bimbach. Zudem gibt es mehrere Gaststätten bzw. Restaurants.

### Verkehr

#### ÖPNV
Der Öffentliche Personennahverkehr in Bimbach wird mit Bus und Bahn sichergestellt.  Neben einem Bahnhaltepunkt verfügt Bimbach über einen Anschluss an das Stadtbusnetz der Stadt Fulda. Die Stadtbuslinie 3 verbindet Bimbach u. a. mit dem Fuldaer Zentrum und dem Klinikum Fulda. Zudem verkehrt in Richtung Lütterz und Großenlüder die Buslinie 66 der Lokalen Nahverkehrsgesellschaft Fulda.

##### Bahnhaltepunkt Oberbimbach

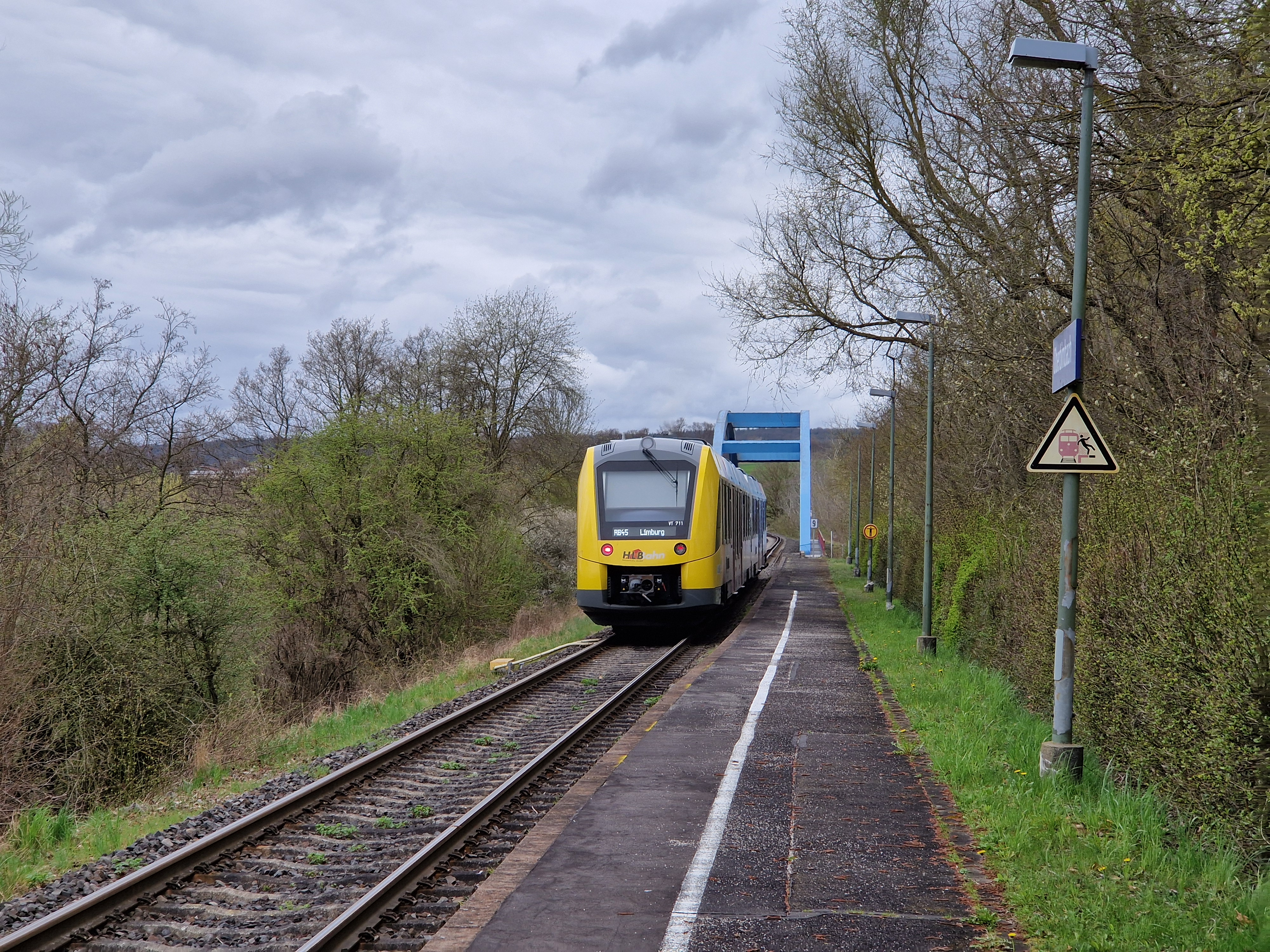
Triebwagen der Hessischen Landesbahn am Haltepunkt Oberbimbach, 2024

Der Haltepunkt Oberbimbach an der 1871 eröffneten Bahnstrecke Gießen–Fulda bindet den Ort an das deutsche Eisenbahnnetz an. Trotz des Zusammenschlusses von Ober- und Unterbimbach während der Hessischen Gebietsreform in den 1970er Jahren blieb der Stationsname Oberbimbach bis heute erhalten. So trägt der Haltepunkt kurioserweise noch heute (Stand: 2020) den Namen Oberbimbach, obwohl es den namensgebenden Ort schon seit Jahrzehnten nicht mehr gibt und nur noch die Gemarkung Oberbimbach existiert. In der Vergangenheit gab es Bestrebungen, die Station aufzulassen, was jedoch u. a. aufgrund von Protesten aus der örtlichen Bevölkerung und politischer Initiativen verhindert werden konnte. Außerdem wurde eine Verknüpfung von Bahn und Bus politisch thematisiert. Die ursprünglich geplante Modernisierung der Vogelsbergbahn wurde schließlich nicht nach dem ursprünglich geplanten Konzept mit Auflassung mehrerer kleinerer Regionalbahnhalte, sondern mit einem Konzept, dass die Vogelsbergbahn zwar beschleunigen sollte, aber dennoch weniger Halte aufgelassen werden musste. Während immer mehr Zughalte in Oberbimbach entfielen und neben den Regionalbahnen nur noch Regionalexpresszüge zu Schulverkehrszeiten hielten, halten in Oberbimbach seit dem Fahrplanwechsel Ende 2011 in der Regel alle Züge, zumal es seitdem nur noch beschleunigte Regionalbahnen auf der Strecke gibt. Seit Ende 2011 greift ein neues Betriebskonzept auf der Bahnstrecke, wobei zu einem späteren Zeitpunkt die Bahnen der ehemaligen Linien RB 25 und RB 35 zur RB 45 bis nach Limburg an der Lahn durchgebunden wurden. Zuvor gab es größere Bedienungslücken, insbesondere am Vormittag. Es bestehen umsteigefreie Verbindungen u. a. in Richtung Fulda, Bad Salzschlirf, Lauterbach, Alsfeld, Gießen, Wetzlar, Weilburg und Limburg an der Lahn. In den letzten Jahren wurde insbesondere das Angebot am Abend ausgebaut, sodass auch nach 23:00 Uhr noch Fahrten aus Richtung Fulda verkehren. Der Haltepunkt Oberbimbach ist an den Fahrradweg in Richtung Lauterbach und Fulda über den Hessischen Fernradweg R2 angebunden. Er liegt am Ortsrand von Bimbach, in unmittelbarer Nähe zur B 254. Seit mehreren Jahren verfügt die Station über eine Dynamische Fahrgastinformation und über eine Park-and-Ride-Anlage. Der Haltepunkt liegt im Tarifgebiet des Rhein-Main-Verkehrsverbunds.

#### Straßenverkehr
Zwischen Oberbimbach und Unterbimbach führt die Bundesstraße 254 kreuzungsfrei und dreistreifig (2:1) in West-Ost-Richtung durch die Ortslage. Eine Anschlussstelle gibt es zur Fuldaer Straße. Die B254 führt aus Felsberg kommend über Alsfeld und Lauterbach im Westen vorbei an der Kerngemeinde Großenlüder und nach Osten weiter vorbei an dem Industriegebiet Fulda West bei Fulda-Rodges nach Fulda-Maberzell. Von dort führt sie über die Maberzeller Straße und die Bardostraße vorbei an dem Stadtbezirk Neuenberg und den Fuldaauen. Ab dort führt sie vorbei am Stadtzentrum von Fulda und über die Frankfurter Straße bis zum sog. Bronnzeller Kreisel, an dem ein Anschluss an die Bundesstraße 27 besteht.

## Persönlichkeiten
- Willi Faust (* 1. Januar 1924 in Oberbimbach; † 27. November 1992 in Fulda), Motorradrennfahrer
- Oestreich (Orgelbauerfamilie)
- Adam Joseph Oestreich (* nach 4. Januar 1799 in Oberbimbach; † 5. Juli 1843 ebenda), deutscher Orgelbauer
- Augustin Oestreich (* 1. Dezember 1807 in Oberbimbach; † nach 1855 in Ashland, Pennsylvania, USA), deutscher Orgelbauer
- Damian Oestreich (* 5. Oktober 1843 in Oberbimbach; † 1913 in Ashland, Pennsylvania, USA), US-amerikanischer Orgelbauer und Tischler deutscher Herkunft
- Johann Adam Oestreich (* 15. Februar 1776 in Oberbimbach; † 16. Mai 1865 in Bachrain), deutscher Orgelbauer
- Johann Georg Oestreich (* 2. Februar 1770 in Oberbimbach; † 28. Februar 1858 ebenda), deutscher Orgelbauer
- Johann-Markus Oestreich (* 1738 in Oberbimbach; † 1833 ebenda), deutscher Orgelbauer
- Maurus Oestreich (* 15. Januar 1836 in Oberbimbach; † 13. August 1912 in Saint Clair (Pennsylvania), USA), US-amerikanischer Orgelbauer deutscher Herkunft
- Maximilian Oestreich (* 25. Mai 1834 in Oberbimbach; † nach 1872 in den USA), US-amerikanischer Orgelbauer deutscher Herkunft
- Michael Oestreich (* 23. Juni 1802 in Oberbimbach; † 4. Februar 1838 in Dringenberg), deutscher Orgelbauer
- Johann Sebastian Schäfer (* 7. Juni 1827 in Oberbimbach im Landkreis Fulda; † 15. November 1889), Landwirt, Bürgermeister und Mitglied des kurhessischen Kommunallandtages des preußischen Regierungsbezirks Kassel